# Kenan İmirzalıoğlu
Kenan İmirzalıoğlu (ur. 18 czerwca 1974 w Bali) – turecki aktor filmowy i telewizyjny, model.

## Życiorys
Urodził się w Bali w prowincji Ankara. Uczęszczał na Yıldız Teknik Üniversitesi w Stambule. W 1997 zdobył tytuł Best Model of the World (pol. – Najlepszy model świata). 
Rozpoczął karierę aktorską, kiedy to powierzono mu główną rolę Yusufa Miroğlu w tureckim serialu telewizyjnym Deli Yürek, nadawanym od 6 września 1999 do 31 grudnia 2001 na antenie stacji Show TV i ATV. Kilka tygodni przed zakończeniem emisji serialu powstał film fabularny kontynuujący wątek Yusufa Miroğlu: Deli Yürek: Bumerang Cehennemi, w którym İmirzalıoğlu powtórzył główną rolę. 
Jako główny aktor pojawił się także w filmie Uğura Yücela Yazı Tura – Kopf oder Zahl, który został zaprezentowany podczas Antalya Golden Orange Film Festival w 2004 i został laureatem jedenastu festiwalowych nagród. 
W 2007 Ömer Vargı powierzył mu jedną z głównych ról w swoim filmie Kabadayı. Jest znany ze współpracy z reżyserem i producentem Osmanem Sinavem.

## Filmografia
- 1999-2002: Deli Yürek jako Yusuf Miroğlu
- 2001: Deli Yürek: Bumerang Cehennemi jako Yusuf Miroğlu
- 2002: Alacakaranlık jako Ferit Çağlayan
- 2004: Yazı Tura jako Hayalet Cevher
- 2005–2007: Acı Hayat jako Mehmet Kosovalı
- 2006: Gılgamış jako Enkidu
- 2006: Ostatni z Osmanów (Son Osmanlı Yandım Ali) jako Yandım Ali
- 2007: Kabadayı jako Devran
- 2009-2011: Ezel jako Ezel Bayraktar
- 2012-2015: Karadayi jako Mahir Kara
- 2018: Mehmed Bir Cihan Fatihi jako Mehmed II Zdobywca
- 2020: Alef jako Kemal

## Programy telewizyjne
- 2019-nadal: Kim Milyoner Olmak İster?